# Peter Franke (Jurist)
Peter Franke (* 1954 in Münster) ist ein deutscher Jurist und ehemaliger Vizepräsident der Bundesnetzagentur. 
Franke machte 1972 das Abitur (Gymnasium Paulinum, Münster), studierte von 1972 bis 1977 Rechtswissenschaften und absolvierte bis 1979 den Zivildienst. Nach dem Rechtsreferendariat machte er 1982 das Zweite Staatsexamen und war dann Wissenschaftlicher Mitarbeiter am Institut für Wirtschaftsverwaltungsrecht der Universität Münster. 
1983 und 1984 war er Dezernent bei der Bezirksregierung Münster. 1984 bis 1990 war er Referent in der Energieabteilung des Wirtschaftsministeriums des Landes Nordrhein-Westfalen. Von 1990 bis 2005 war er Referatsleiter im Wirtschaftsministerium des Landes Nordrhein-Westfalen. Von 2005 bis 2007 war er Vorsitzender des Länderausschusses bei der Bundesnetzagentur. Von 2005 bis 2012 war er Leiter der Gruppe Energierecht, Bergbau, Kerntechnik im Wirtschaftsministerium des Landes Nordrhein-Westfalen. 
Ab März 2012 war er Vizepräsident der Bundesnetzagentur; er wurde Nachfolger von Johannes Kindler, der Ende Januar 2012 in den Ruhestand gegangen war. Franke war dort zuständig für die Bereiche Post und Energie. Mitte März 2022 ging er in den Ruhestand.